# Daniel Fele Renet
Daniel Fele Renet es una variedad cultivar de manzano (Malus domestica). 
Un híbrido del cruce de Cox's Orange Pippin x Desconocido. Criado en Essex por F.W. Thorrington a principios de la década de 1900. Fue recibido por National Fruit Trials en 1948 procedente de Hungría. Las frutas tienen una pulpa crujiente con un sabor subácido, dulce, rico en sabor a nuez.

## Historia
'Daniel Fele Renet' es una variedad de manzana, híbrido del cruce de Cox's Orange Pippin x Desconocido. Desarrollado y criado a partir de 'Cox's Orange Pippin' mediante una polinización abierta por F. W. Thorrington de Hornchurch, Essex Inglaterra, (Reino Unido) durante principios del siglo XX. La fruta de este cruce se presentó en el "National Fruit Trials" en 1925. Otras variedades de manzanas obtenidas por Thorrington en este cruce son 'Ruby', 'Rosy Blenheim', 'Francis',  y 'Daniel Fele Renet'.
'Daniel Fele Renet' se cultiva en la National Fruit Collection con el número de accesión: 1948-364 y Accession name: Daniel Fele Renet.

## Características
'Daniel Fele Renet' árbol de extensión erguida, de vigor moderadamente vigoroso, portador de espuela. Tiene un tiempo de floración que comienza a partir del 3 de mayo con el 10% de floración, para el 10 de mayo tiene una floración completa (80%), y para el 17 de mayo tiene un 90% caída de pétalos.
'Daniel Fele Renet' tiene una talla de fruto de grandes; forma redondeada tendientes a cónicos; con nervaduras medianas; epidermis con color de fondo amarillo verdoso, con un sobre color lavado de rojo, importancia del sobre color alto, y patrón del sobre color en las caras expuestas al sol denso en rayas más oscuras y una abundancia de lenticelas de colores claros, "russeting" (pardeamiento áspero superficial que presentan algunas variedades) ausente o muy bajo; cáliz grande y abierto, colocado en una cuenca poco profunda, ancha y ondulada; pedúnculo corto y robusto, colocado en una cavidad poco profunda pero estrecha; carne blanca, de grano grueso y crujiente. Dulce, rico en sabor a nuez.
Listo para cosechar en la primera mitad del quinto período. Su tiempo de recogida de cosecha se inicia a principios de octubre. Se mantienen refrigeradas en cámaras frigoríficas durante 3 meses.

## Usos
Una buena manzana de uso de postre fresca en mesa.

## Ploidismo
Diploide, auto estéril. Grupo de polinización: D, Día 12.